# Politica di San Marino
Il sistema politico di San Marino assume i suoi caratteri tipici verso la fine dell'Ottocento e, in particolare, dall'Arengo del 1906. Attualmente, vige un sistema multipartitico; il sistema elettorale proporzionale raramente consente ad un singolo partito di prevalere con una maggioranza assoluta in Consiglio, e quindi in genere si formano governi di coalizione.

## Storia

### Il Novecento
Dal 1906, anno dell'ultimo Arengo, all'avvento del Fascismo sono attivi il Partito Socialista Sammarinese, l'Unione Democratica Sammarinese, di impostazione conservatrice, e, dal 1920, il Partito Popolare Sammarinese. In questo periodo si registra una forte dialettica tra cattolici e socialisti per questioni relative alla laicità e alla modernizzazione dello Stato. Il 26 agosto 1922 si costituisce il Partito Fascista Sammarinese, che prenderà il potere dal 1926 al 1943. Il regime mostrò gli stessi caratteri antidemocratici del fascismo italiano, distinguendosi per le violenze nei confronti degli oppositori e facendosi portatore degli interessi della classe patrizia. L'allineamento con il regime italiano garantì il sostegno nella realizzazione di opere pubbliche, che stimolarono l'ammodernamento economico e sociale.
Nel dopoguerra si registra una certa alternanza tra governi di sinistra e governi democristiani. Dalle elezioni del 1946 al 1957 si afferma una coalizione tra Partito Socialista Sammarinese e Partito Comunista Sammarinese, vista con aperta ostilità dal governo democristiano italiano. I governi occidentali attuarono diverse misure, come il blocco delle frontiere, pressioni per evitare l'apertura di un casinò nella Repubblica, il ritardo nei pagamenti dei danni di guerra dovuti dagli inglesi per il bombardamento, che portarono a serie difficoltà economiche. I governi socialcomunisti introdussero una legge sul pieno impiego che sanciva il diritto all'occupazione, istituti di sicurezza sociale e di previdenza, la sanità libera e gratuita per tutti, la nazionalizzazione delle farmacie e degli ospedali. Tuttavia, non si registrò una trasformazione socioeconomica in senso sovietico.
In seguito ai fatti di Rovereta del 1957 e fino al 1973 si susseguono governi centristi, composti dal Partito Democratico Cristiano Sammarinese e da altri alleati, principalmente i socialdemocratici, fuoriusciti dal PSS per la contrarietà verso l'alleanza con i comunisti. Il principale leader del PDCS dell'epoca fu Federico Bigi. Grazie al mutato orientamento politico, la situazione di stallo con l'Italia e gli altri Paesi occidentali si sbloccò; vennero pagati i danni di guerra e fu costruito un acquedotto con fondi americani, una superstrada verso Rimini. Il Paese conobbe così una fase di forte crescita economica trainata dal turismo. Tra gli anni sessanta e settanta iniziò un processo di riconoscimento dei diritti civili, tra cui l'elettorato attivo e passivo alle donne. Dal 1973 al 1978 la coalizione comprendeva democristiani e socialisti, mentre con le elezioni del 1978 ritornò al governo la sinistra, con una coalizione tra PSS, comunisti e PSU; la coalizione sarà riconfermata alle successive elezioni del 1983. Il governo propose un ampio programma di riforme economiche e sociali. Nel 1986 il governo entrò in crisi; nel luglio 1986 venne costituita una nuova maggioranza composta da PCS e dal PDCS guidato da Gabriele Gatti. Le elezioni del 1988 confermarono la maggioranza.
Nei primi Anni '90 si verificano diverse novità sulla scena politica. Nel 1990 il PCS cambia nome e diventa Partito Progressista Democratico Sammarinese (PPDS); nel 1993 dal PPDS si stacca la Rifondazione Comunista Sammarinese. Nel 1992 il PSU si fonde nel PSS, dal quale si stacca il Movimento Democratico. Nel 1993 una parte della dirigenza del democristiana dà vita all'Alleanza Popolare dei Democratici Sammarinesi.
L'alleanza PCS - PDCS si rompe nel marzo 1992, con il PSS che sostituisce i comunisti. Le elezioni del 1993 riconfermano la coalizione di governo.
Alla fine degli anni '90 dal PSS escono i Socialisti per le Riforme, mentre si scioglie il Movimento Democratico.
Le elezioni del 1998 vedono il netto calo del PPDS e confermano la coalizione PDCS - PSS, in ascesa di consensi.

### I primi anni duemila
Dal 2000 si apre un periodo di instabilità che vede ridursi decisamente la durata delle coalizioni. Nel corso del 2000 il PSS esce dal governo, per essere sostituito dal PPDS e i Socialisti per le Riforme. La coalizione che si forma in seguito alle elezioni del 2001 vede il rientro dei socialisti a fianco del PDCS. Dopo un rimpasto nel maggio 2002 che vede l'uscita dal governo di Gabriele Gatti, la compagine governativa cambia nuovamente meno di un mese dopo. Il 25 giugno entra in carica un Congresso di Stato formato da membri di PSS, Alleanza Popolare dei Democratici Sammarinesi e Partito dei Democratici (nuovo nome del PPDS). Anche questa coalizione entrerà presto in crisi, essendo sostituita il 17 dicembre 2002 da un governo composto da democristiani e socialisti che durerà per circa un anno, quando entra nella maggioranza il Partito dei Democratici. Questa formazione arriverà, dopo un rimpasto nel 2005 alle elezioni politiche a San Marino del 2006. In seguito alle elezioni la maggioranza di governo è costituita da una coalizione di centrosinistra composta da AP, PSD, e SU che controllano 32 seggi su 60. Il Congresso di Stato entrato in carica il 27 luglio 2006 è composto da 6 Segretari di Stato del PSD, 2 di AP e 2 di SU.

## Principali temi politici
I principali temi politici sono legati alla gestione dei rapporti economici e amministrativi con l'Italia, cui San Marino è tradizionalmente legata in modo stretto pur rimanendo fuori dall'Unione europea. L'accordo più importante è la Convenzione di amicizia e buon vicinato, stipulato nel marzo 1939 dalla Repubblica di San Marino e l'allora Regno d'Italia, rappresentate rispettivamente dal Segretario per gli Affari Esteri Giuliano Gozi e dal Ministro degli Affari Esteri Galeazzo Ciano. La convenzione dispone tuttora le linee guida da seguire nella stipulazione o modifica degli accordi bilaterali più specifici.
L'entrata nell'Unione europea è uno dei principali punti di discussione, che riaffiora spesso nel dibattito pubblico nonostante il referendum del 2013, dove il quesito per l'entrata non raggiunse il quorum. Dal 2015 è infatti in corso una trattativa per firmare un'associazione tra l'UE e San Marino, al fine di permettere l'entrata a tutti gli effetti nel mercato unico europeo ed agevolare l'ingresso a tutti gli effetti nell'Unione.
L'altra priorità è l'aumento della trasparenza e dell'efficienza delle istituzioni, con riforme in un'ottica di separazione tra potere legislativo, esecutivo e della Reggenza, al fine di realizzare pienamente lo stato di diritto.
Completano il quadro, la disciplina della cittadinanza, la gestione della crisi economica e la questione gioco d'azzardo-casinò, la quale richiede una trattativa con l'Italia in quanto un trattato regola l'argomento.

## Elezioni a San Marino

### Elezioni politiche

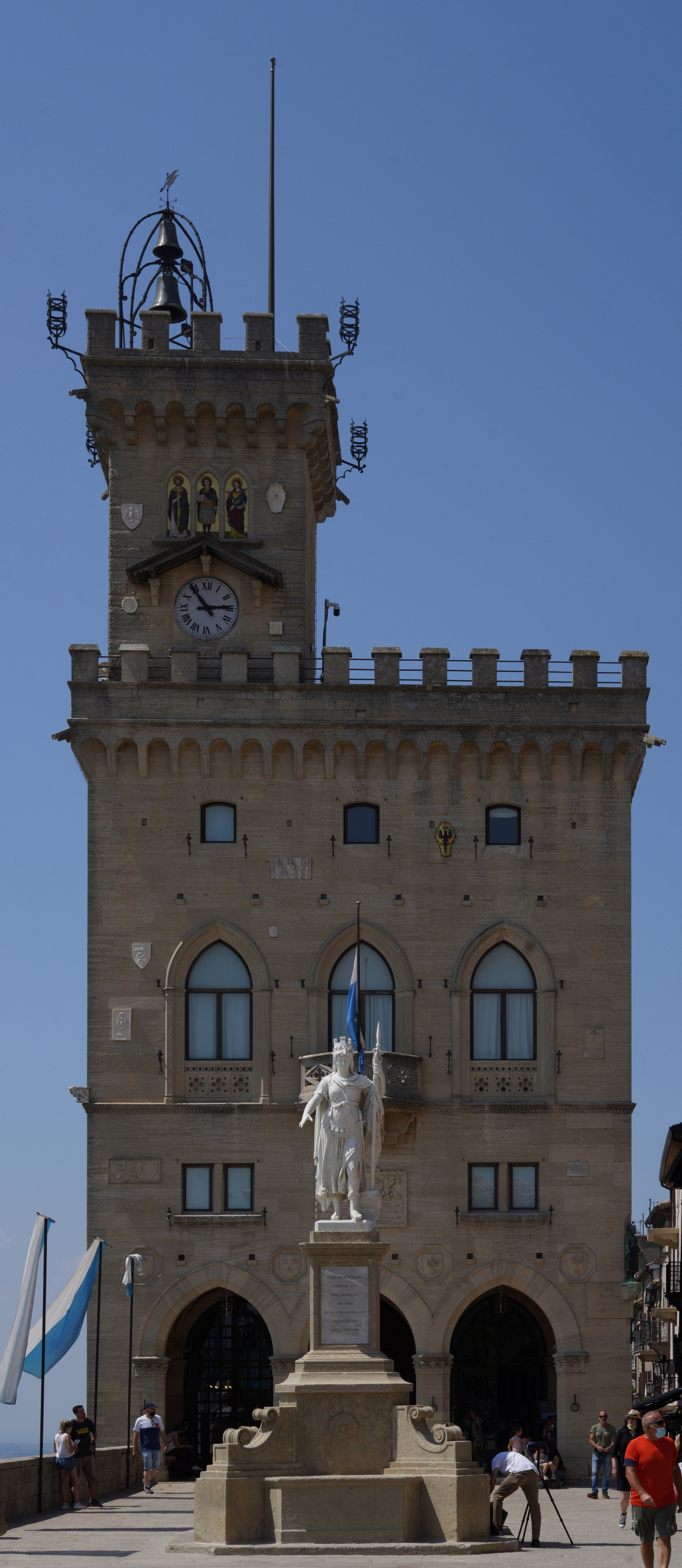
Il Palazzo Pubblico di San Marino, sede del Consiglio Grande e Generale

Le prime elezioni della storia moderna di San Marino si tennero in seguito all'Arengo del 1906, quando venne ripristinata l'elettività del Consiglio Grande e Generale.
Fino al 1964 il corpo elettorale era composto dai soli cittadini sammarinesi maschi maggiorenni. Dal 1973 è stato riconosciuto alle donne anche l'elettorato passivo.
Attualmente, l'elezione avviene a suffragio universale diretto, con diritto di voto al raggiungimento del diciottesimo anno di età. Le donne hanno iniziato a votare nel 1959, grazie alla Legge 29 aprile 1959, n. 17. Viene riconosciuto il diritto di voto anche ai cittadini sammarinesi residenti all'estero.
Dal 1906 al 1920 la durata della legislatura è stata di nove anni, con rinnovo di un terzo del Consiglio ogni tre anni. Dal 1920 al 1926 la durata si è ridotta a quattro anni, con rinnovo totale dei seggi, per crescere nuovamente nel periodo fascista (1926 – 1943) a sei anni. Dopo la Seconda Guerra Mondiale la durata è stata riportata a quattro anni, mentre dal 1959 è stata fissata in cinque anni.
Durante il periodo fascista, vigeva una legge elettorale di tipo maggioritario che prevedeva l'assegnazione dei quattro quinti dei seggi alla lista maggioritaria e la ripartizione proporzionale del rimanente quinto tra la lista di maggioranza e le opposizioni. Dal 1946 al 1951 venne adottata la legge elettorale del 1920, per passare poi ad un sistema di tipo proporzionale puro con voto di preferenza multipla e, dal 2008, ad un sistema con premio di maggioranza.

### Elezione del Consiglio Grande e Generale
1. 25 marzo e 2 giugno 1906: elezioni politiche a San Marino del 1906
2. 19 giugno 1909: elezioni politiche a San Marino del 1909
3. 23 giugno 1912: elezioni politiche a San Marino del 1912
4. 13 giugno 1915: elezioni politiche a San Marino del 1915
5. 9 giugno 1918: elezioni politiche a San Marino del 1918
6. 14 novembre 1920: elezioni politiche a San Marino del 1920
7. 4 marzo 1923: elezioni politiche a San Marino del 1923

### Elezione del Consiglio Principe e Sovrano
1. 12 dicembre 1926: elezioni politiche a San Marino del 1926
2. 28 agosto 1932: elezioni politiche a San Marino del 1932
3. 29 maggio 1938: elezioni politiche a San Marino del 1938

### Elezione del Consiglio Grande e Generale
1. 5 settembre 1943: elezioni politiche a San Marino del 1943
2. 11 marzo 1945: elezioni politiche a San Marino del 1945
3. 27 febbraio 1949: elezioni politiche a San Marino del 1949
4. 16 settembre 1951: elezioni politiche a San Marino del 1951
5. 14 agosto 1955: elezioni politiche a San Marino del 1955
6. 13 settembre 1959: elezioni politiche a San Marino del 1959
7. 13 settembre 1964: elezioni politiche a San Marino del 1964
8. 7 semmbre 1969: elezioni politiche a San Marino del 1969
9. 8 settembre 1974: elezioni politiche a San Marino del 1974
10. 28 maggio 1978: elezioni politiche a San Marino del 1978
11. 29 maggio 1983: elezioni politiche a San Marino del 1983
12. 29 maggio 1988: elezioni politiche a San Marino del 1988
13. 30 maggio 1993: elezioni politiche a San Marino del 1993
14. 31 maggio 1998: elezioni politiche a San Marino del 1998
15. 10 giugno 2001: elezioni politiche a San Marino del 2001
16. 4 giugno 2006: elezioni politiche a San Marino del 2006
17. 9 novembre 2008: elezioni politiche a San Marino del 2008
18. 11 novembre 2012: elezioni politiche a San Marino del 2012
19. 20 novembre e 4 dicembre 2016: elezioni politiche a San Marino del 2016
20. 8 dicembre 2019: elezioni politiche a San Marino del 2019
21. 9 giugno 2024: elezioni politiche a San Marino del 2024

### Grafico dei risultati elettorali
Il grafico illustra i risultati delle elezioni politiche svoltesi nella Repubblica di San Marino dal 1906 ad oggi, con le percentuali di consenso raccolte dai diversi partiti.
Passando col mouse sopra alle diverse sezioni colorate, è possibile visualizzare il nome del partito e la percentuale raccolta nella corrispondente elezione; cliccando sulla singola sezione si viene rimandati alla pagina del partito corrispondente.
L'ordine col quale i partiti sono inseriti nel grafico ne illustra la collocazione politica in maniera approssimativa, giacché il dato è opinabile e non oggetto di questo grafico.
Il contesto politico sanmarinese è utile come ucronia di quello italiano (essendo stati molto simili fino al 1992-93, come si può osservare nel grafico delle elezioni politiche in Italia), ossia nel caso in Italia non fosse mai avvenuto lo scandalo noto come tangentopoli.

## Elezioni amministrative
Le elezioni amministrative riguardano:
- giunte di castello
- capitano di castello

Le giunte di castello e il capitano di castello sono elettivi in seguito alla legge del 30 novembre 1979, n. 75, mentre prima erano di nomina reggenziale. In caso di lista unica questa si trasforma automaticamente in giunta di castello se ottiene il 50% + 1 dei votanti, altrimenti le elezioni vengono ripetute dal principio, cioè viene emesso un decreto reggenziale per il giorno della convocazione di nuove elezioni e nel tempo tra il decreto e le nuove elezioni
si devono formare nuove liste.
Le elezioni dei capitani e delle giunte di castello si sono tenute nelle date seguenti:
- 25 maggio 1980: elezioni amministrative a San Marino del 1980 (Città di San Marino, Acquaviva, Borgo Maggiore, Chiesanuova, Domagnano, Faetano, Fiorentino, Montegiardino, Serravalle)
- 3 giugno 1984: elezioni amministrative a San Marino del 1984 (Città di San Marino, Acquaviva, Borgo Maggiore, Chiesanuova, Domagnano, Faetano, Fiorentino, Montegiardino, Serravalle)
- 4 giugno 1989: elezioni amministrative a San Marino del 1989 (Città di San Marino, Acquaviva, Borgo Maggiore, Chiesanuova, Domagnano, Faetano, Fiorentino, Montegiardino, Serravalle)
- 12 giugno 1994: elezioni amministrative a San Marino del 1994 (Città di San Marino, Acquaviva, Borgo Maggiore, Chiesanuova, Domagnano, Faetano, Fiorentino, Montegiardino, Serravalle)
- 14 dicembre 1997: elezioni amministrative a San Marino del 1997 (Montegiardino)
- 13 dicembre 1998: elezioni amministrative a San Marino del 1998 (Acquaviva, Borgo Maggiore, Faetano, Fiorentino, Serravalle)
- 14 giugno 1999: elezioni amministrative a San Marino del 1999 (Città di San Marino, Chiesanuova, Domagnano)
- 30 novembre 2003: elezioni amministrative a San Marino del 2003 (Città di San Marino, Acquaviva, Borgo Maggiore, Chiesanuova, Domagnano, Faetano, Fiorentino, Montegiardino, Serravalle)
- 18 aprile 2004: elezioni amministrative a San Marino del 2004 (Borgo Maggiore)
- 7 giugno 2009: elezioni amministrative a San Marino del 2009 (Città di San Marino, Acquaviva, Borgo Maggiore, Chiesanuova, Domagnano, Faetano, Fiorentino, Montegiardino, Serravalle)
- 29 novembre 2009: elezioni amministrative a San Marino del 2009 (Città di San Marino)
- 30 novembre 2014: elezioni amministrative a San Marino del 2014 (Città di San Marino, Acquaviva, Borgo Maggiore, Chiesanuova, Domagnano, Faetano, Fiorentino, Montegiardino, Serravalle)
- 29 novembre 2020: elezioni amministrative a San Marino del 2020 (Città di San Marino, Acquaviva, Borgo Maggiore, Chiesanuova, Domagnano, Faetano, Fiorentino, Montegiardino, Serravalle)